# Pyrausta andrei
Pyrausta andrei is een vlinder van de familie van de grasmotten (Crambidae). De wetenschappelijke naam van deze soort is voor het eerst voorgesteld door Eugene Gordon Munroe in een publicatie uit 1976. De soort is vernoemd naar de Amerikaanse amateur-entomoloog André Blanchard.
De soort komt voor in Texas